# Danskernes yndlingsplader og yndlingssange
Danskernes yndlingsplader og yndlingssange fra det 20. århundrede blev fundet i en undersøgelse foretaget af Jyllands-Posten og analyseinstituttet Sonar i 2001.
Undersøgelsen blev foretaget ved at spørge et bredt udsnit af danske befolkningsgrupper om deres yndlingsplade og yndlingssang af en dansk musiker. Resultatet blev en liste over de tyve mest populære plader og sange i Danmark fra det 20. århundrede. Den mest populære danske plade blev Kim Larsens Midt om natten, mens den mest populære sang blev Gasolin's "Kvinde min".